# Synaemops
Genre
Synaemops est un genre d'araignées aranéomorphes de la famille des Thomisidae.

## Distribution
Les espèces de ce genre se rencontrent au Brésil et en Argentine.

## Liste des espèces
Selon World Spider Catalog (version 18.0, 25/02/2017) :
- Synaemops nigridorsi Mello-Leitão, 1929
- Synaemops notabilis Mello-Leitão, 1941
- Synaemops pugilator Mello-Leitão, 1941
- Synaemops rubropunctatus Mello-Leitão, 1929

## Publication originale
- Mello-Leitão, 1929 : Aphantochilidas e Thomisidas do Brasil. Archivos do Museu Nacional, Rio de Janeiro, vol. 31, p. 9-359.